# Slovenská Futbalová Liga 2019
La Slovenská futbalová liga 2019 è la 5ª edizione del campionato di football americano di primo livello a 11 giocatori, organizzato dalla SAAF.
I Bratislava Monarchs giocheranno solo 4 incontri, rinunciando ad altri 3 che saranno considerati persi 35-0 a tavolino ciascuno.

## Squadre partecipanti
| Club                | Città      | Stadio | Sponsor ufficiale | Risultato nella stagione 2018 |
| ------------------- | ---------- | ------ | ----------------- | ----------------------------- |
| Bratislava Monarchs | Bratislava |        |                   |                               |
| Nitra Knights       | Nitra      |        |                   |                               |
| Trnava Bulldogs     | Trnava     |        |                   |                               |
| Žilina Warriors     | Žilina     |        |                   |                               |
| Zvolen Patriots     | Zvolen     |        |                   |                               |

## Stagione regolare

### Calendario

#### 1ª giornata
| 31 marzo 2019 | Zvolen Patriots | 6 – 46 referto | Nitra Knights |  |

#### 2ª giornata
| Trnava 6 aprile 2019 | Trnava Bulldogs | 39 – 0 referto | Zvolen Patriots | Atletický štadión Slávia Trnava (119 spett.) |

| Kysucký Lieskovec 7 aprile 2019 | Žilina Warriors | 12 – 21 referto | Nitra Knights | futbalový štadión (98 spett.) |

#### 3ª giornata
| Trnava 13 aprile 2019 | Trnava Bulldogs | 14 – 13 referto | Žilina Warriors | AŠK Slávia (70 spett.)\| Arbitro: \| Sopkuliak \| |
| Arbitro:              | Sopkuliak       |                 |                 |                                                   |

| Bratislava 14 aprile 2019 | Bratislava Monarchs | 44 – 20 referto | Nitra Knights | ŠCP Dúbravka (150 spett.)\| Arbitro: \| Sopkuliak \| |
| Arbitro:                  | Sopkuliak           |                 |               |                                                      |

#### 4ª giornata
| 27 aprile 2019 | Nitra Knights | 11 – 9 referto | Trnava Bulldogs |  |

#### 5ª giornata
Giornata rinviata.

#### 6ª giornata
| 11 maggio 2019 | Zvolen Patriots | 12 – 56 referto | Žilina Warriors | (0 spett.) |

| 12 maggio 2019 | Trnava Bulldogs | 19 – 20 referto | Nitra Knights | (0 spett.) |

#### 7ª giornata
| 18 maggio 2019 | Nitra Knights | 41 – 0 referto | Zvolen Patriots |  |

| 19 maggio 2019 | Žilina Warriors | 0 – 13 referto | Trnava Bulldogs |  |

#### Recuperi 1
| 26 maggio 2019 | Bratislava Monarchs | 60 – 13 referto | Žilina Warriors |  |

#### Recuperi 2
| 2 giugno 2019 | Bratislava Monarchs | 35 – 0 (a tavolino) referto | Zvolen Patriots |  |

#### 8ª giornata
| 8 giugno 2019 | Zvolen Patriots | 0 – 33 referto | Trnava Bulldogs |  |

| 9 giugno 2019 | Nitra Knights | 35 – 0 (a tavolino) referto | Žilina Warriors |  |

#### 9ª giornata
| 15 giugno 2019 | Trnava Bulldogs | 0 – 35 (a tavolino) referto | Bratislava Monarchs |  |

| 16 giugno 2019 | Žilina Warriors | 0 – 35 (a tavolino) referto | Zvolen Patriots |  |

### Classifica
La classifica della regular season è la seguente:
- PCT = percentuale di vittorie, G = partite giocate, V = partite vinte,  P = partite perse, PF = punti fatti, PS = punti subiti

| Pos. | Squadra             | PCT  | G | V | N | P | PF  | PS  |
| ---- | ------------------- | ---- | - | - | - | - | --- | --- |
| 1    | Nitra Knights       | .857 | 7 | 6 | 0 | 1 | 194 | 90  |
| 2    | Trnava Bulldogs     | .571 | 7 | 4 | 0 | 3 | 127 | 79  |
| 3    | Bratislava Monarchs | .571 | 7 | 4 | 0 | 3 | 174 | 138 |
| 4    | Žilina Warriors     | .143 | 7 | 1 | 0 | 6 | 94  | 190 |
| 5    | Zvolen Patriots     | .143 | 7 | 1 | 0 | 6 | 53  | 250 |

## Playoff

### Tabellone
|  | Semifinali | Semifinali          | Semifinali |                     |    | V Slovak Bowl | V Slovak Bowl | V Slovak Bowl |  |
|  |            |                     |            |                     |    |               |               |               |  |
|  | 1          | Nitra Knights       | 35         |                     |    |               |               |               |  |
|  | 1          | Nitra Knights       | 35         |                     |    |               |               |               |  |
|  | 4          | Žilina Warriors     | 0 d.g.s.   |                     |    |               |               |               |  |
|  | 4          | Žilina Warriors     | 0 d.g.s.   |                     | 1  | Nitra Knights | 28            |               |  |
|  |            |                     |            |                     | 1  | Nitra Knights | 28            |               |  |
|  |            |                     | 3          | Bratislava Monarchs | 38 |               |               |               |  |
|  | 3          | Bratislava Monarchs | 3          | Bratislava Monarchs | 38 | 35            |               |               |  |
|  | 3          | Bratislava Monarchs |            |                     |    |               |               |               |  |
|  | 2          | Trnava Bulldogs     | 7          |                     |    |               |               |               |  |

### Semifinali
| 23 giugno 2019 | Nitra Knights | 35 – 0 (a tavolino) | Žilina Warriors |  |

| Trnava 23 giugno 2019, ore 14:00 | Trnava Bulldogs | 7 – 35 | Bratislava Monarchs | AŠK Slávia |

### V Slovak Bowl
| Zvolen 6 luglio 2019, ore 14:00 | Nitra Knights | 28 – 38 | Bratislava Monarchs | Futbalový štadión |

## Verdetti
- Bratislava Monarchs Campioni della Slovacchia 2019